# Abell 2877
Abell 2877 è un ammasso di galassie situato nella costellazione della Fenice alla distanza di oltre 310 milioni di anni luce dalla Terra.
È inserito nell'omonimo catalogo compilato da George Abell nel 1958. Il numero di componenti dell'ammasso è di 49 galassie. È del tipo I secondo la Classificazione di Bautz-Morgan.
Insieme ad altri ammassi Abell va a costituire il Superammasso della Fenice (SCl 018). La galassia più luminosa è l'ellittica IC 1633. Altra galassia di rilievo è la spirale ESO 243-49 nella quale è stato individuato un buco nero di massa intermedia.

## Principali galassie dell'ammasso Abel 2877
| Nome                    | Tipo     | R.A.        | DEC        | Distanza (M. di a.l.) | Redshift (z) | Nomi alternativi                              | Immagine |
| ----------------------- | -------- | ----------- | ---------- | --------------------- | ------------ | --------------------------------------------- | -------- |
| IC 1633                 | E+1; cD1 | 01h09m55.6s | -45°55'52" | 311                   | 0,02425      | ESO 243-46, 2MASX J01095559-4555523, PGC 4149 |          |
| ESO 243-41              | S0^0     | 01h08m51.8s | -45°49'58" | 308                   | 0,02404      | PGC 4085                                      |          |
| ESO 243-45              | S0^      | 01h09m04.5s | -45°46'25" | 332                   | 0,025838     | PGC 4104                                      |          |
| ESO 243-49              | SO-a     | 01h10m27.7s | -46°04'27" | 287                   | 0,022395     | PGC 4181                                      |          |
| ESO 243-52              | S0^0     | 01h11m27.6s | -45°56'16" | 350                   | 0,027276     | PGC 4271                                      |          |
| 2MASX J01080501-4551175 | S0       | 01h08m05.0s | -45°51'18" | 309                   | 0,024123     | LEDA 073628                                   |          |
| 2MASX J01092051-4540559 | S0       | 01h09m20.5s | -45°40'56" | 306                   | 0,02388      | PGC 73679                                     |          |
| 2MASX J01093552-4603160 | S        | 01h09m35.5s | -46°03'16" | 363                   | 0,028226     | PGC 73684                                     |          |
| 2MASX J01094729-4552409 | E        | 01h09m47.3s | -45°52'41" | 293                   | 0,022849     | LEDA 73695                                    |          |
| 2MASX J01094979-4612249 | S0       | 01h09m49.8s | -46°12'25" | 317                   | 0,024707     | LEDA 73697                                    |          |
| 2MASX J01100662-4555544 | S0       | 01h10m06.6s | -45°55'55" | 313                   | 0,02436      | LEDA 73710                                    |          |
| 2MASX J01101993-4551184 | S0       | 01h10m19.9s | -45°51'18" | 298                   | 0,023243     | LEDA 73717                                    |          |
| 2MASX J01103349-4547395 | SB0^0    | 01h10m33.5s | -45°47'40" | 356                   | 0,027702     | LEDA 73725                                    |          |
| 2MASX J01104727-4545236 | S0       | 01h10m47.3s | -45°45'24" | 299                   | 0,023326     | LEDA 73734                                    |          |
| 2MASX J01104774-4547016 | S0       | 01h10m47.7s | -45°47'01" | 319                   | 0,024887     | LEDA 73736                                    |          |
| 2MASX J01093965-4559310 |          | 01h09m39.7s | -45°59'31" | 304                   | 0,023726     | LEDA 93340                                    |          |
| 2MASX J01100153-4558074 |          | 01h10m01.5s | -45°58'08" | 343                   | 0,026722     | LEDA 93352                                    |          |